# Xindi
A xindik öt fajból álló faj a Star Trek-univerzumban. A xindi valójában öt különböző értelmes fajból áll, mindegyikük különböző bolygón jött létre. Az ötök komplex kapcsolatot építettek ki egymás között, amelyben a szövetségek folyamatosan változnak. Nem ismeretlenek a két vagy több faj közti háborúk, az egyik ilyen elpusztította a xindi anyavilágot, valamint a hatodik fajt, a madárszerűeket.
Vízi xindik: A vízi xindik visszahúzódók és hagyják, hogy más döntsön. Fókaszerű lények. A vízi-xindik azon kevés ismert fajok egyike, amelyek jobban érzik magukat a víz alatt, mint a szárazföldön.
Rovar: Nagyjából 1,9 méter magas hangyákhoz hasonlítanak. Eléggé agresszívak. Egyike azon csoportnak, amelyik erőltette a Föld elleni támadást. A rovarok csak kb. 12 évig élnek. Nem-nélküliek, minden rovar képes tojást rakni. A tojásoknak szokatlan védelmi mechanizmusuk van: olyan anyagot szórnak ki, amely képes megfertőzni egy közeli személyt, akiben erős ösztön alakul ki, hogy megvédje a tojásokat.
Főemlősök: Bizonyára fán élő emlősből fejlődtek ki. A leginkább humanoid xindik. A főemlősök kevésbé agresszívak, mint a többiek, de ezen felül jóval ravaszabb és körmönfontabb a természetük. Ők is az emberiség elleni támadás pártfogói.
Hüllők: A rovarokhoz hasonlóan igen agresszívak. Arcuk zöld, erről lehet igazán felismerni őket. Igen hajlamosak a xenofóbiáig terjedő paranoiára. A hüllők és a rovarok pusztították el a xindi anyabolygót, véget vetve a száz évig tartó háborúnak.
Lajhárszerűek: Talán a legbékésebb faj a xindik közül. Általában bölcsek. A lajhárszerű az egyik legemberibb faja a xindiknek. Közülük néhányan az emberek szövetségese lett, és igyekeztek véget vetni az emberek és a xindik közti ellenségeskedésnek.